# Worstelen op de Middellandse Zeespelen 1951
Worstelen is een van de sporten die beoefend werden tijdens de Middellandse Zeespelen 1951 in Alexandrië, Egypte. Er waren zestien onderdelen, alle voor mannen.

## Uitslagen

#### Grieks-Romeins
| Event   | Goud                         | Zilver              | Brons               |
| ------- | ---------------------------- | ------------------- | ------------------- |
| 52 kg   | Ignacio Fabra                | Erwan Essawi        | Mohamed Dib El Sass |
| 57 kg   | Ali Mahmoud Hassan           | Pablo Cocco         | Zakaria Chenab      |
| 62 kg   | Filippo Randi                | Sayed Kandil        | Ibrahim Bayonne     |
| 67 kg   | Kamel Mahmoud Hussein Balbaa | Ibrahim Damaj       | Umberto Trippa      |
| 73 kg   | Adel Mustafa                 | Khalil Taha         | Mohamad Halabi      |
| 79 kg   | Patricio Cerroni             | Hassan Musa         | Asad Eid            |
| 87 kg   | Umberto Silvestri            | Ibrahim Orabi       | Michel Skaff        |
| + 87 kg | Guido Fantoni                | Antonios Georgoulis | Abdel Bagdadi       |

#### Vrije stijl
| Event   | Goud            | Zilver            | Brons                    |
| ------- | --------------- | ----------------- | ------------------------ |
| 52 kg   | Hasan Gemici    | Mahmud El Ward    | Mohamed Dib El Sass      |
| 57 kg   | Cemal Saribacak | Sayad Hafez       | Sotirios Panagiotopoulos |
| 62 kg   | Bayram Sit      | Abdel Essawi      | Elie Naassan             |
| 67 kg   | Tevfik Yuce     | Garibaldo Nizzola | Asad Eid                 |
| 73 kg   | Bekir Buke      | Abdul Badr        | Albino Vidali            |
| 79 kg   | Ismet Atli      | Abdou Hassan      | Michel Eid               |
| 87 kg   | Baktas Can      | Michel Skaff      | Abdullah Ait Wallad      |
| + 87 kg | Kemal Disicuruk | Abdullah El Zaim  | Natale Vecchi            |

## Medaillespiegel
| Plaats | Land        | Goud | Zilver | Brons | Totaal |
| 1      | Turkije     | 8    | 0      | 0     | 8      |
| 2      | Egypte      | 4    | 9      | 1     | 14     |
| 3      | Italië      | 4    | 3      | 3     | 10     |
| 4      | Libanon     | 0    | 3      | 7     | 10     |
| 5      | Griekenland | 0    | 1      | 1     | 2      |
| 6      | Syrië       | 0    | 0      | 4     | 4      |
| Totaal | Totaal      | 16   | 16     | 16    | 48     |

1951 · 1955 · 1959 · 1963 · 1967 · 1971 · 1975 · 1979 · 1983 · 1987 · 1991 · 1993 · 1997 · 2001 · 2005 · 2009 · 2013 · 2018 · 2022
Atletiek · Basketbal · Boksen · Gewichtheffen · Gymnastiek · Roeien · Schermen · Schietsport · Voetbal · Worstelen · Zwemmen